# Fossès-et-Baleyssac
Fossès-et-Baleyssac é uma comuna francesa na região administrativa da Nova Aquitânia, no departamento da Gironda. Estende-se por uma área de 9,71 km². Em 2010 a comuna tinha 228 habitantes (densidade: 23,5 hab./km²).